# Hugo Becker (aktor)
Hugo Becker (ur. 13 maja 1987 w Metzu) – francuski aktor filmowy i telewizyjny.

## Życiorys
Urodził się i dorastał w Metz, w regionie Lotaryngia (Prix Olga Hörstig), Conservatory of Dramatic Art oraz Royal Academy of Dramatic Art. W 2010 r. uczestniczył podczas promocji młodych talentów w Cannes. W tym samym roku zadebiutował na ekranie w różnych rolach, grał młodego polityka w Szturmie (L'Assaut), pijanego autostopowicza w Łupie (La Proie), studenta w Mój pierwszy raz (Ma première fois) i młodego biznesmena w Rejs (La croisière). Można też było go zobaczyć w dwóch odcinkach francuskiego dokumentalno-kryminalnego serialu, w którym grał młodego przestępcę i więźnia. W filmie Wandea: Zwyciężyć albo umrzeć /Zwycięstwo albo śmierć, (Vaincre ou mourir) zagrał główną rolę przywódcy powstania wandejskiego François de Charette.
W serialu Plotkara (Gossip Girl, 2010–2012) wystąpił jako książę Louis Grimaldi.

## Filmografia

### Filmy fabularne
- 2010: Wszystkie dziewczyny płaczą (Toutes les filles pleurent)
- 2010: Panna młoda jest na zakupach, nie na frytkach (La mariée n'est pas qu'une marchande de frites) jako Guillaume
- 2010: Szturm (L'Assaut) jako Leroy
- 2011: Rejs (La croisière) jako współpracownik Alix
- 2011: Mój pierwszy raz (Ma première fois) jako Antoine
- 2011: Łup (La Proie) jako Guillaume, student, autostopowicz
- 2011: Pannice w opałach (Damsels in Distress) jako Xavier
- 2013: Tchnienie w (Breathe In) jako Clément
- 2022: Wandea: Zwyciężyć albo umrzeć/Zwycięstwo albo śmierć (Vaincre ou mourir) jako François-Athanase de Charette de la Contrie

### Seriale TV
- 2010–2012: Plotkara (Gossip Girl) jako Louis Grimaldi
- 2011: Julie Lescaut jako Thierry Bouvier
- 2011: R.I.S, police scientifique jako Emmanuel
- 2013: Jo (Le Grand) jako Eddy
- 2014: Milczący świadek (Silent Witness) jako Isaac Dreyfuss
- 2014: Kucharz (Chef) jako Romain
- 2015: W służbie Francji (Au service de la france) jako André Merlaux
- 10 episodes 2016: Bajo sospecha (Krąg podejrzanych) jako Alain Juillard